# Redpath-Museum

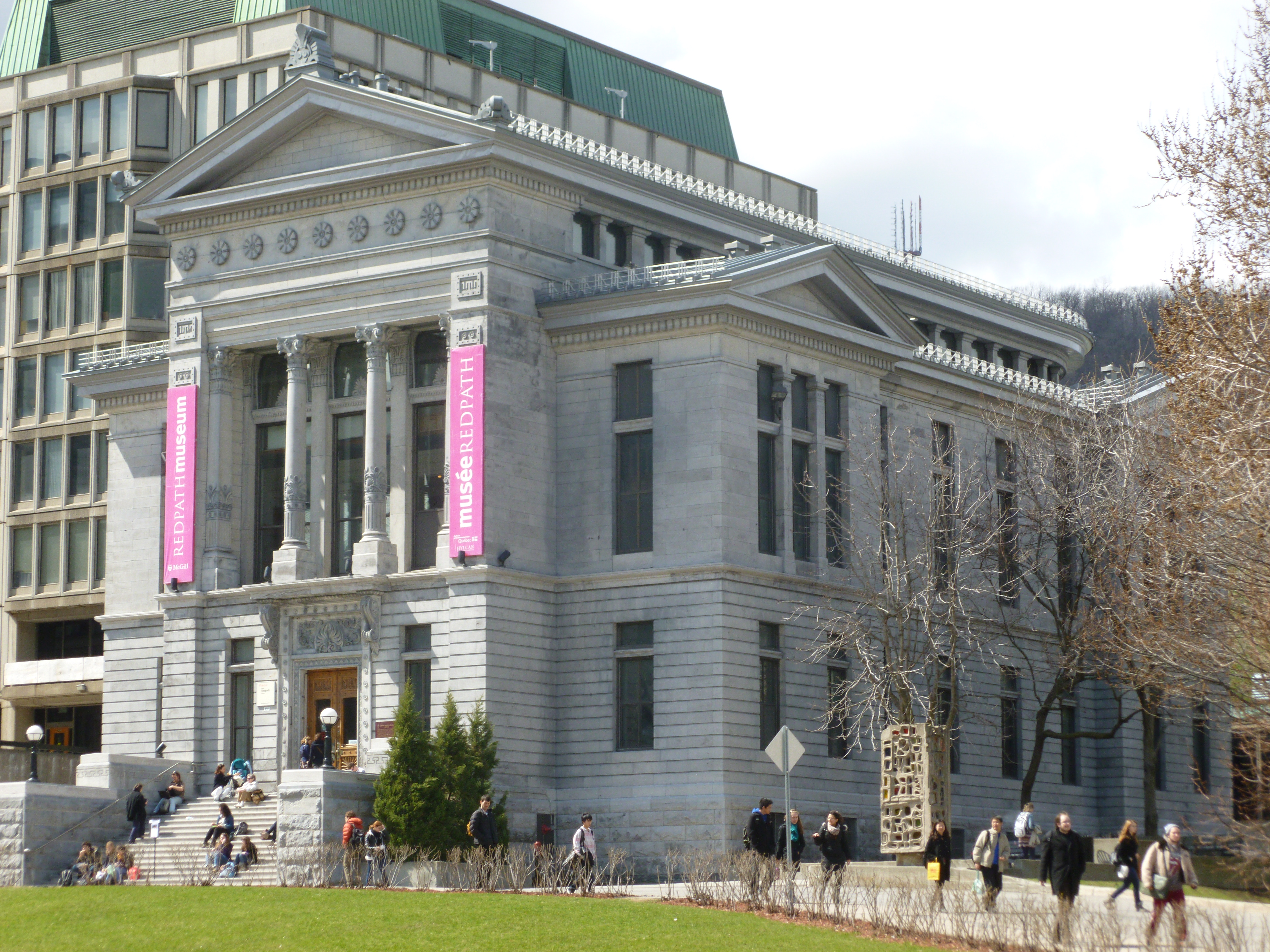
Gebäude des Redpath-Museums

Das Redpath-Museum (französisch Musée Redpath) befindet sich im kanadischen Montreal und hat seinen Schwerpunkt im Bereich der Naturgeschichte. Es ist Teil der McGill University und liegt im Nordwesten des Campus, 859 Rue Sherbrooke Ouest.
In Nordamerika umfasst die Naturgeschichte – Erhaltung und Bekanntmachung von Geschichte und Diversität der natürlichen Welt, wie das Museum selbst seinen Auftrag bezeichnet – neben biologischen und paläontologischen sowie mineralogischen Ausstellungsbereichen oftmals auch ethnologische Themen, die häufig traditionell nicht der Geschichte zugerechnet werden.
Das Gebäude ist das älteste, von vornherein als Museum konzipierte Gebäude Kanadas und wurde 1882 eröffnet. Es geht auf einen Entwurf von A. C. Hutchison und A. D. Steele zurück. Der Baustil mischt viktorianische und klassisch-griechische Elemente.
Ursprünglich für die universitären Bedürfnisse eingerichtet, wurde das Museum 1952 für die Öffentlichkeit zugänglich gemacht. Unter dem Druck der Kosten war das Museum von 1971 bis 1985/1986 dazu gezwungen, die Pforten wieder zu schließen. Es besitzt fast drei Millionen Exponate.

## Leitung

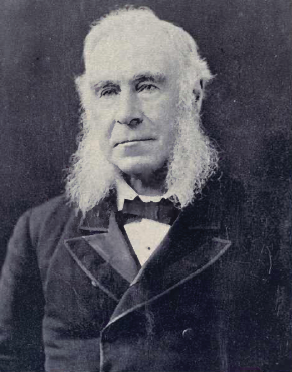
Peter Redpath, 1821–1894, auf den das Museum zurückgeht, zwischen 1891 und 1896

Das Museum ging 1880 bzw. 1882 aus einer Spende des Zuckerbarons Peter Redpath hervor. Erster Direktor war Sir William Dawson aus Pictou (1820–1899). Ihm folgte Frank Dawson Adams aus Montreal von 1892 bis 1932. Ähnlich lang hatten diese Position Thomas H. Clark, 1932–1952 und Alice Johannsen, 1952–1970, inne. Johannsen stammte aus Kuba und begann nach ihrem Studium als Sekretärin der Universität. Sie war Mitgründerin des Mont St. Hilaire Nature Conservation Centre (1972). Auf John B. Lewis, 1970–1985 und Robert Carroll, 1985–1991 sowie Graham Bell, 1995–2005, die Geologen oder Zoologen waren, folgte David Green. Er befasst sich vor allem mit bedrohten Arten. Er arbeitete zugleich als Vorsitzender im Committee on the Status of Endangered Wildlife in Canada (Komitee für gefährdete Arten in Kanada, 1998–2002) und als wissenschaftlicher Berater im Science Advisory Council of Fisheries and Oceans Canada (2002–2005), für den Rat für Fischerei und die Ozeane.

## Ausstellungsebenen, Schwerpunkte, Publikationen, Lehre
Neben der Eingangshalle, in der Exponate ausgestellt werden, die sich mit der Rückwanderung von Lebewesen vom Land ins Meer befassen, finden sich zwei weitere Ebenen im Haus. Auf dem so genannten second floor befinden sich zwei Galerien, die Dawson Gallery und die Hodgson Gallery. Erstere wurde 2003 erneuert und präsentiert Stücke zur Naturgeschichte der Provinz Quebec, letztere eine Moluskensammlung, die Abe Levine Shell Collection.
Auf der dritten Etage befindet sich die Sammlung zu den Weltkulturen, was hier mit Ethnologie (ethnlogy) bezeichnet wird. Neben ägyptischen Mumien gehören dazu im engeren Sinne ethnologische Exponate von allen Kontinenten, außer Nordamerika. In einem geologischen Garten außerhalb des Museums finden sich zahlreiche weitere Mineralien und Fossilien.
Das Museum betreibt eine rege Publikationstätigkeit, die sich mit den naturwissenschaftlichen Themen, aber auch mit Archäologie und Völkerkunde sowie der eigenen Forschungsgeschichte auseinandersetzt. Außerdem dient das Haus nach wie vor der studentischen Ausbildung und zieht dazu auch Gastwissenschaftler an.
Unterstützt wird das Haus von Verbänden ehemaliger Studenten, den Freunden des Redpath-Museums und zahlreichen Sponsoren.

## Sammlungen

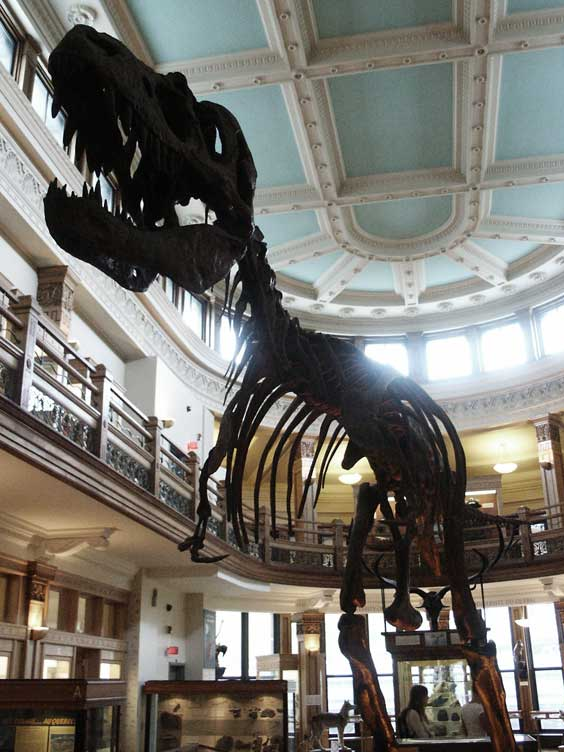
Albertosaurus

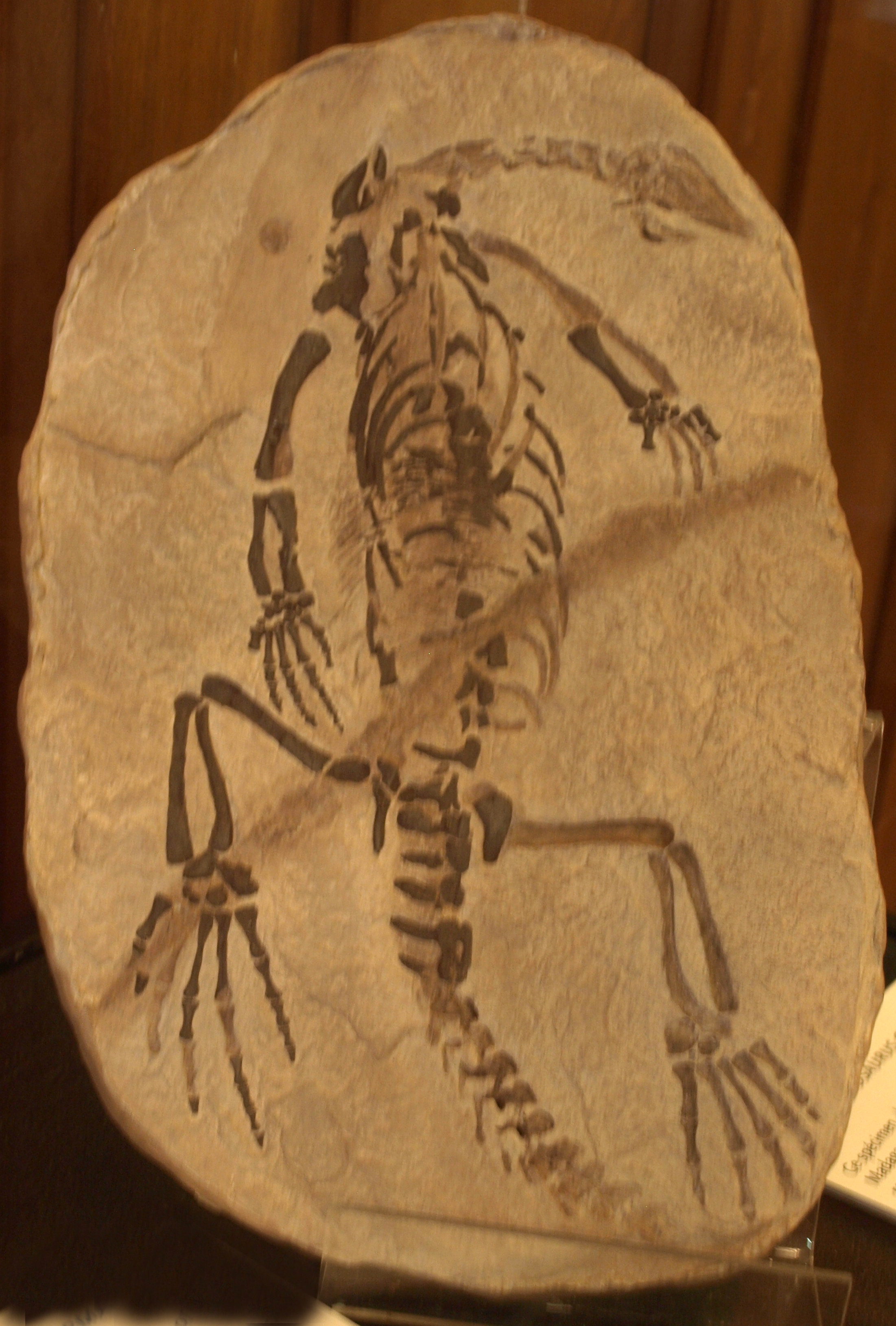
Claudiosaurus germaini aus dem Perm, ca. 60 cm

### Mineralogie
Diese Sammlungen gehen in der Hauptsache auf sechs Spender zurück, deren Vornamen, genauer deren Initialen, zur Bezeichnung dienen. Die 16.000 Exponate stammen etwa von Dr. Donald Doell (daher D, wie Doell Collection), einem Arzt, von dem Ingenieur Walter Frederick Ferrier (F wie Ferrier Collection) oder Jeffrey de Fourestier (J wie Jeffrey Collection), Charles Palache (C), einem Professor. Hinzu kommen die Shirley Collection (SC) von der Frau von Sir Hugh Graham Lord Atholstan und die mit NS bezeichnete New System collection für die allgemeinen, aus verschiedenen Quellen stammenden Sammlungen. Dazu gehört der überwiegende Teil der Bestände, die auf die Sammlungen der Natural History Society of Montreal und auf die von Lord Strathcona zurückgehen, sowie weitere Bestände beinhalten.

### Insektenkunde (entomology)
Die so genannte Lyman entomology collections kamen erst 1961 auf den Macdonald Campus in Sainte-Anne-de-Bellevue. Dort entstand das Lyman Entomological Museum and Research Laboratory.

### Paläontologie
Auch die Fossiliensammlung geht auf einen Spender zurück, auf John William Dawson, der zahlreiche Pflanzenfossilien aus Neuschottland beitrug, dazu weitere Stücke.

### Ethnologie und Archäologie
Die völkerkundliche und archäologische Sammlung ist eine der ältesten in Nordamerika und geht auf John William Dawsons Sammlung zurück. Hinzu kamen Exponate der Natural History Society of Montreal. Schwerpunkte der aus 17.000 Stücken bestehenden Sammlung sind Afrika, das alte Ägypten, Ozeanien, Europa und Südamerika. 
Die Exponate der kanadischen First Nations sind ausgegliedert und bilden einen Schwerpunkt des McCord Stewart Museum in Montreal.

## Zuckermuseum
Zum Museum gehört auch ein Haus in Toronto, das Redpath Sugar Museum das 1979 im Redpath Sugar Building eröffnet wurde, das wiederum seit 1958 besteht.